# 종심법원대루

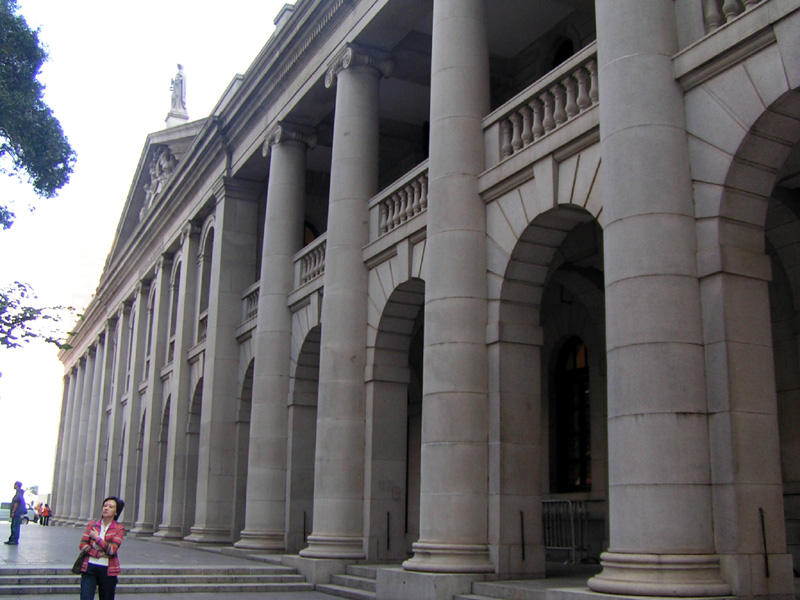
건물 설계에 사용된 고전 양식

종심법원대루 (중국어 정체자: 終審法院大樓, 월병: Zung1 sam2 faat3 jyun6 daai6 lau4, 광둥어 예일: Jūng sám faat yuhn daaih làuh, 영어: Court of Final Appeal Building) 또는 구 최고법원대루 (중국어 정체자: 舊最高法院大樓, 월병: Gau6 zeoi3 gou1 faat3 jyun6 daai6lau4, 광둥어 예일: Gauh jeui gōu faat yuhn daaih làuh, 영어: Old Supreme Court Building)은 홍콩의 종심법원이 있는 건물이다. 1912년부터 1983년까지는 홍콩 최고법원이, 1985년부터 2011년까지는 홍콩 입법회가 자리했던 건물이기도 하다. 홍콩 중완 (센트럴)의 잭슨 로드 8번지에 위치해 있으며 황후상 광장 동쪽 면, 채터 공원에서 바로 서쪽에 붙어 있다. 구 최고법원대루라는 이름으로 홍콩 사적목록에 등재되어 있는 역사적인 건물이기도 하다.

## 역사
이 건물은 영국의 건축가 애스턴 웹 경과 인그리스 벨이 설계하였다. 두 사람은 영국 런던의 버킹엄 궁전 동쪽 면과 빅토리아 앨버트 박물관의 크롬웰 로드 쪽 외관 설계를 맡기도 했다.
건물 공사는 1900년에 시작되어 1912년 1월 15일 홍콩 총독 프레더릭 루거드 경이 참석한 가운데 완공식을 열었다. 2층 규모의 화강암 건물로, 신고전주의 양식에 이오니아식 기둥을 달았다. 건물 위에는 2.7m 크기의 눈을 가린 정의의 여신상 (테미스상)이 세워져 있다. 이 석상은 런던의 중앙형사재판소에 서 있는 석상에서 영감을 따온 것이다. 1941년 12월부터 1945년 8월까지 일본군이 점령했던 기간에는 헌병대 본부로 사용되었다.
1978년에는 홍콩 지하철 건설로 수차례 영향을 받았다. 때문에 후속 보수공사를 몇 번 거치기도 했다. 이후 1983년 홍콩 최고법원이 전 프랑스 외방전도회 대루로 자리를 이전하였다. 당시 그 건물은 빅토리아 구법원이 쓰던 건물이었다.
1985년 홍콩 입법회가 들어오면서 입법회관으로 쓰이게 되었고, 홍콩 최고법원은 감중 (애드미럴티)에 있는 최고법원종루로 다시 이전하였다. 이쪽 건물은 1997년 고등법원종루라는 이름으로 바꾸었다. 2011년에는 홍콩 입법회가 타마르 단지의 홍콩특별행정구 정부총부 내에 위치한 입법회 종합 빌딩으로 이전하면서 다시 빈 건물이 되었다. 그러다 2015년 9월 7일, 홍콩 종심법원의 본부로 삼는다는 결정이 내려지면서 옛 법원 기능을 되찾게 되었다. 2015년 9월 25일 종심법원장 조프리 마 타오리의 선언으로 공식 개원하였다.

## 건축상의 특징
종심법원대루는 간척지 위에 세워진 건물이다. 간척자재와 실트를 섞은 기반에 삼나무 수백 그루를 박아 넣어 다진 다음 건물의 기초로 삼았다. 그 결과 이 건물은 통나무 묶음 위에 '떠있는 것'이나 마찬가지인 상태가 되었다. 이 같은 기반 때문에 지하수층이 일정한 수위를 유지하도록 해야 했고, 지하수 주입장치를 설치하여 필요할 때마다 지하수를 갈아줄 수 있도록 하였다.
건물 전반적으로는 직사각형 패턴을 따랐으며 대칭을 이루고 있다. 전체 면적은 2,660m² (70 X 38m)이며 가장자리에 기둥이 죽 둘러져 있다. 건물 높이는 지상에서 최고도 지점인 튜더 크라운 동상까지 40m에 달한다.

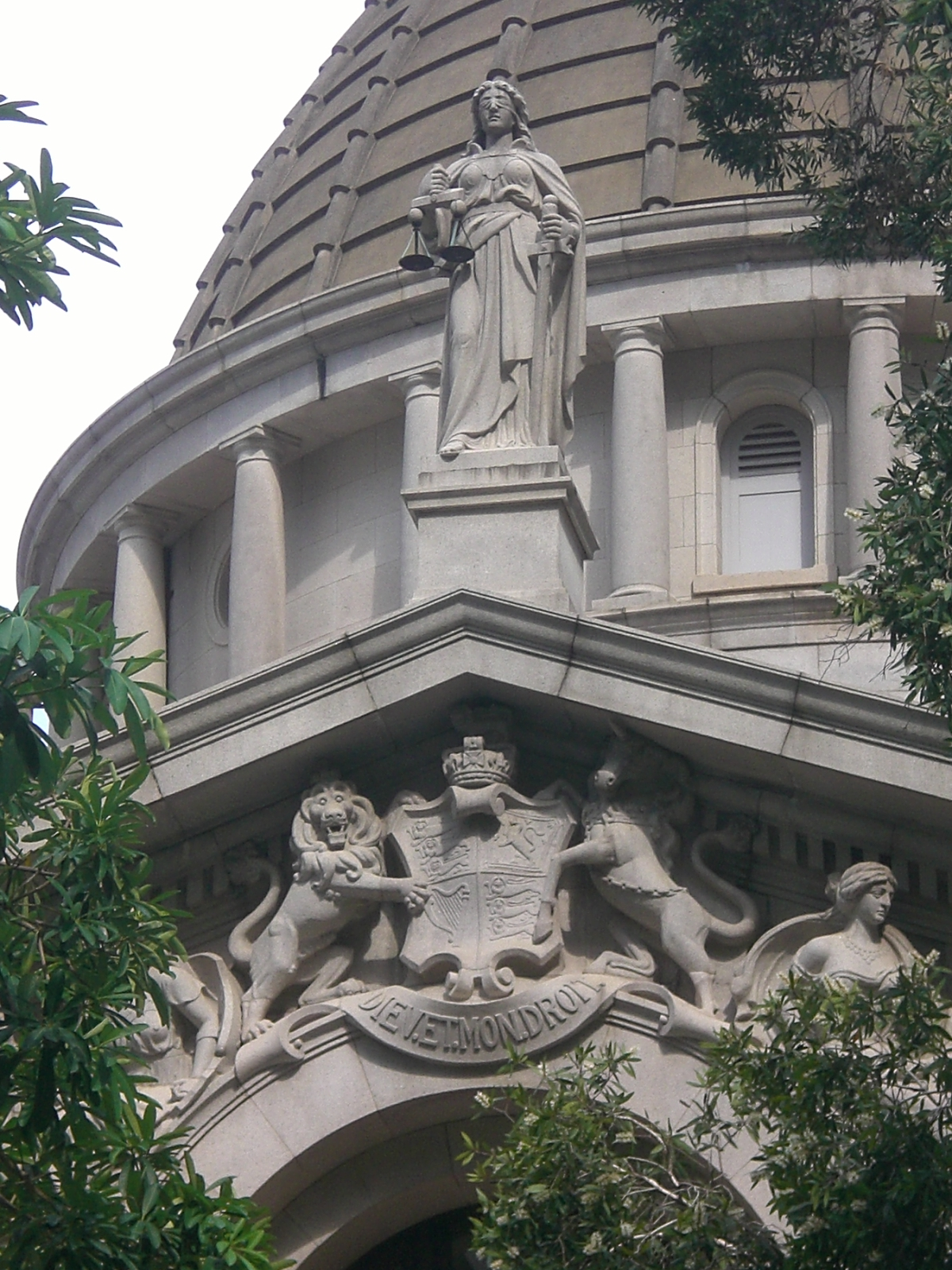
테미스 상과 왕실 문장

황후상광장 방면의 건물 중앙 부분에는 페디먼트가 달려 있다. 페디먼트 위에는 정의의 여신상이 서있고 그 아래로는 'Erected AD MDCCCX' (서기 1910년 준공)이라는 문구가 새겨져 있다. 이 패디먼트에는 반원창이 달려 있으며 바로 위에는 영국 왕실 문장이 조각으로 새겨져 있다. 문장 속 방패는 사등분되어 영국의 각 구성국을 상징하는 왕실 문장이 부분적으로 적용되어 있는데, 우선 첫번째와 네번째 부분에는 잉글랜드 사자 세마리 그림이 그려져 있고 두번째 부분에는 스코틀랜드 사자가, 세번째 부분에는 아일랜드 하프가 그려져 있다. 이 방패를 사이에 두고 잉글랜드 사자와 스코틀랜드 유니콘이 떠받들고 있으며, 방패 위에는 왕관이 올려져 있는 모습이다. 밑부분에는 왕실의 표어인 '신과 나의 권리' (Dieu et mon droit)가 새겨져 있다. 왕실 문장 양옆에는 자비와 진실의 여신상이 각각 배치되어 있다.

## 갤러리

### 홍콩 입법회 시절 내부 모습 (1985~2011년)

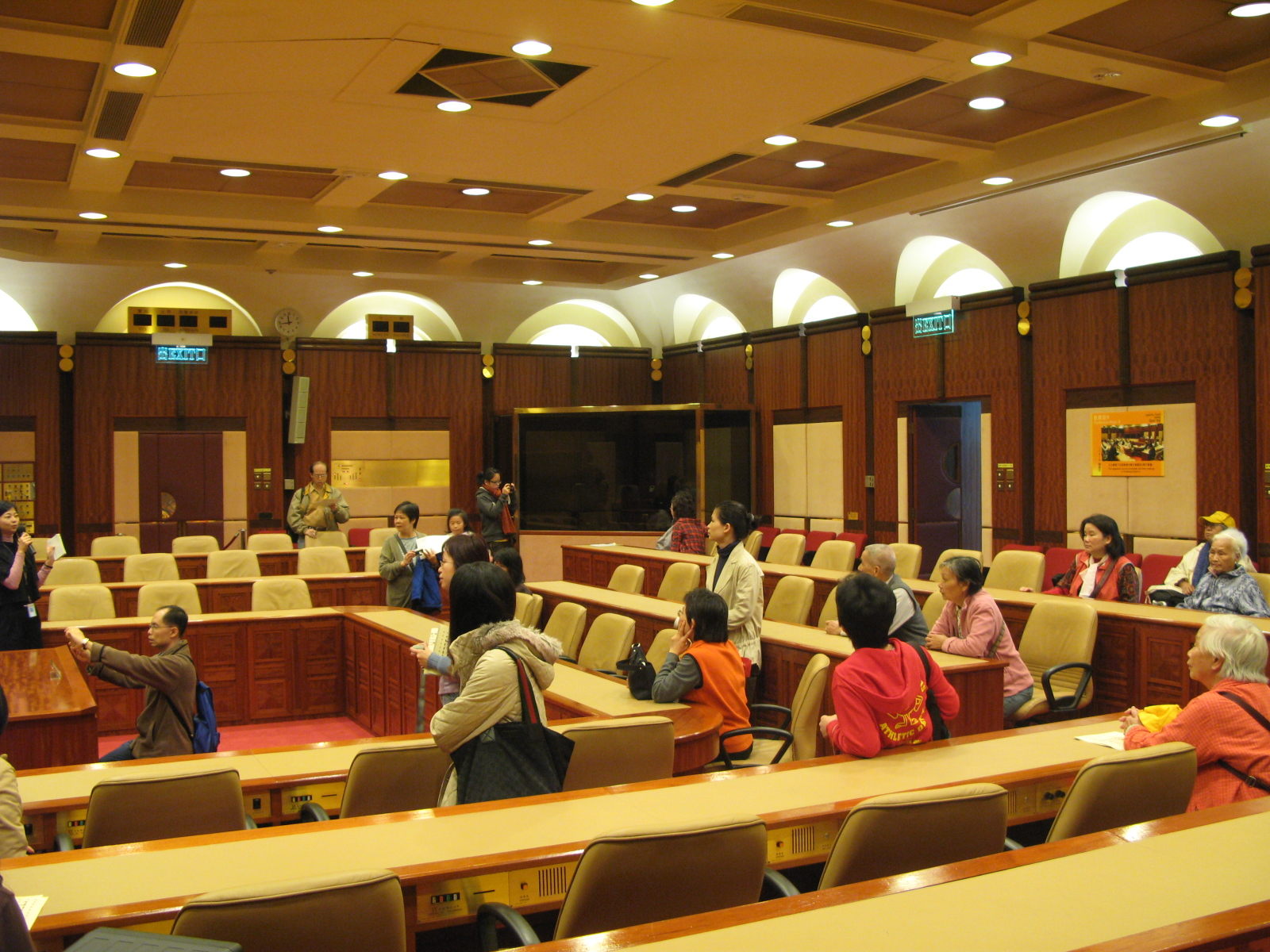
A 회의장
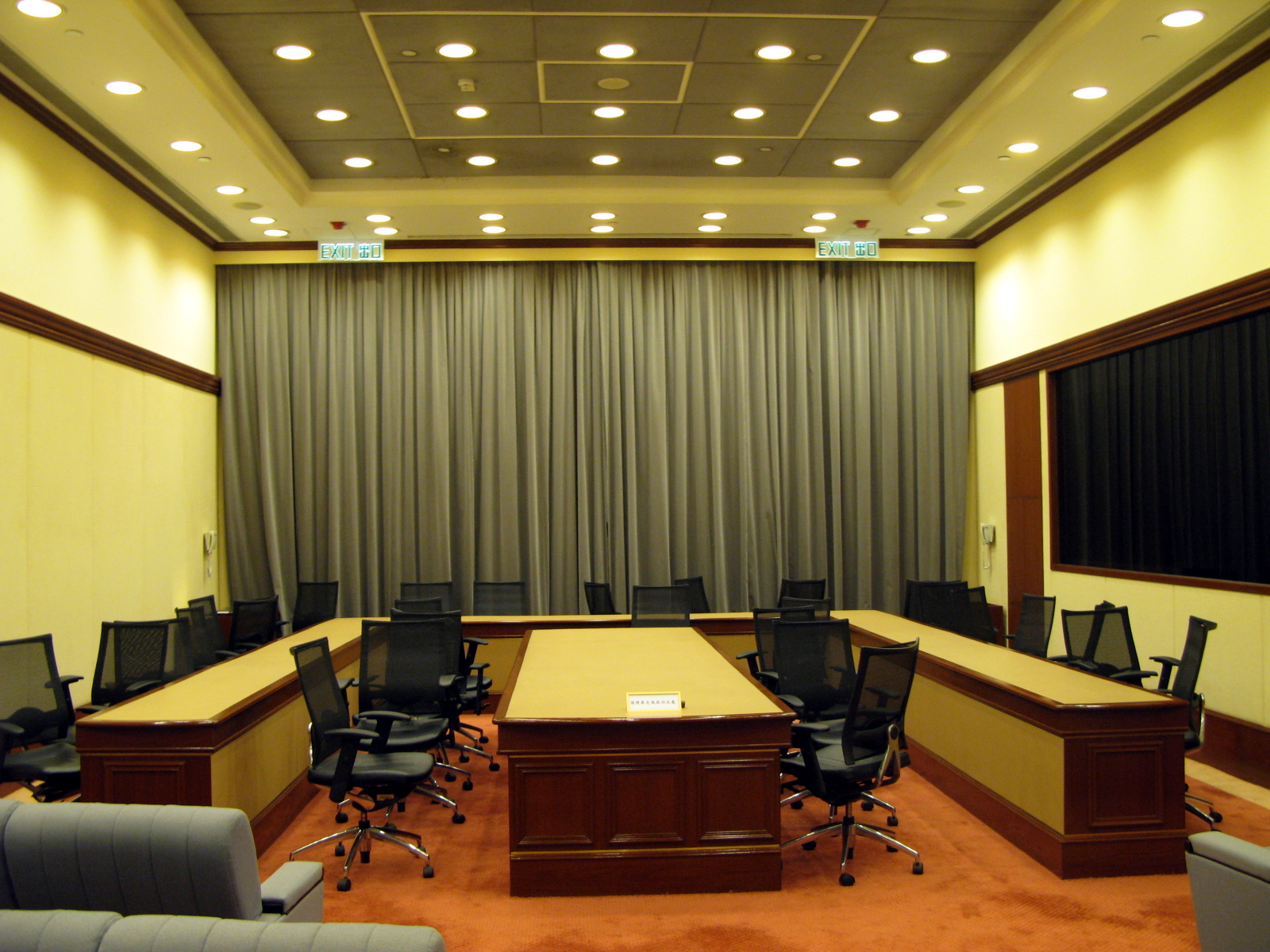
B 회의장
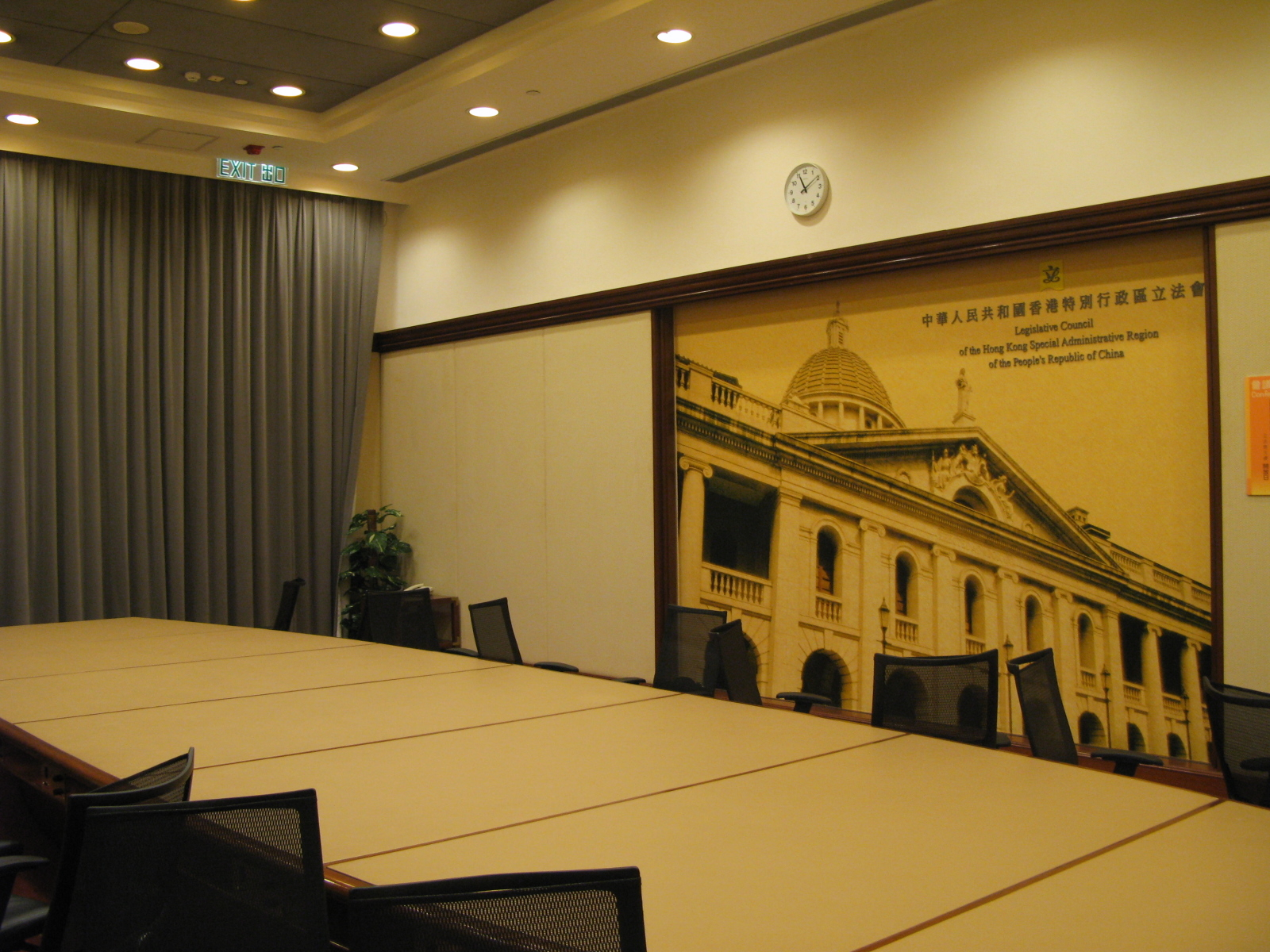
C 회의장
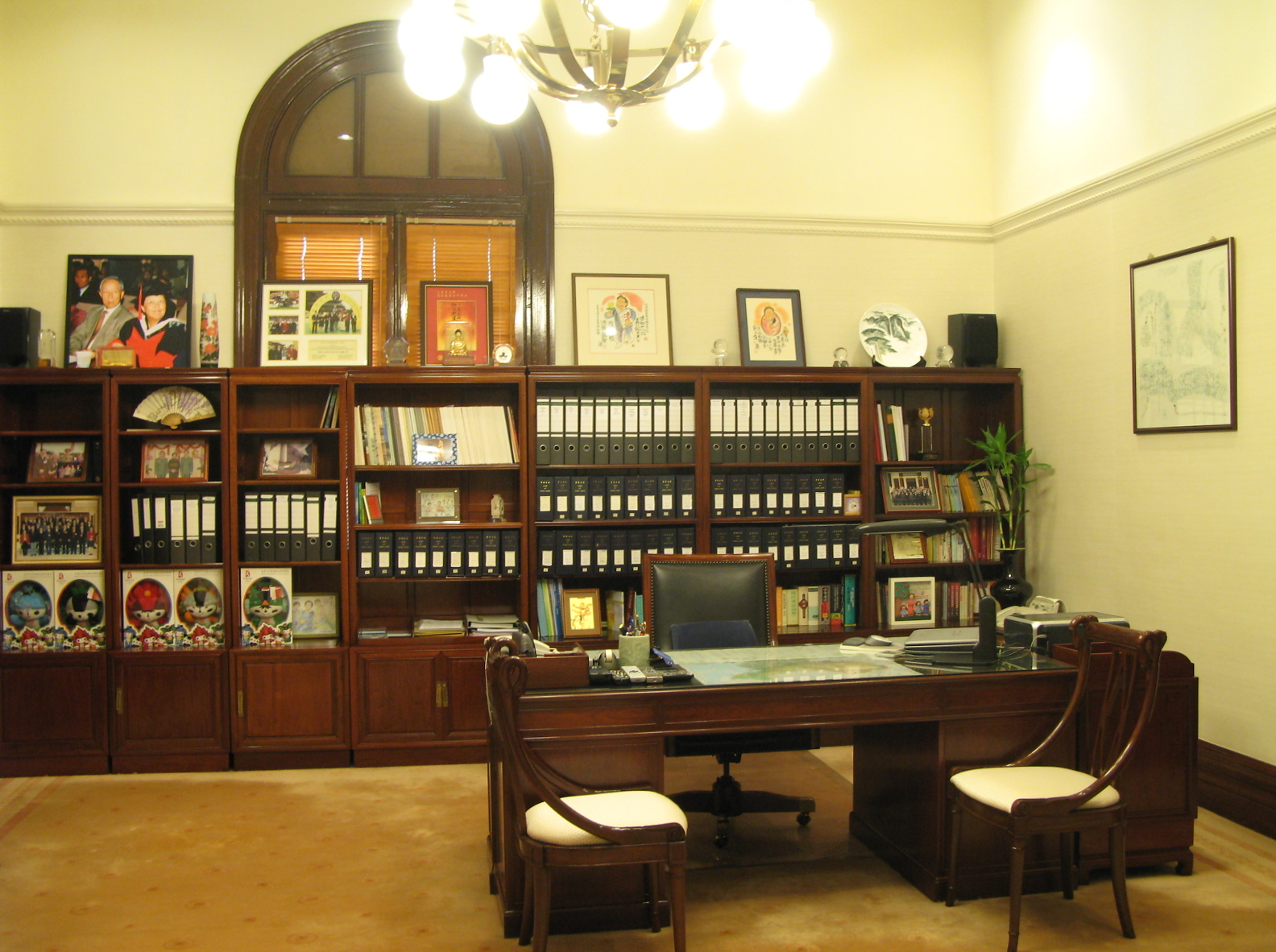
의장실
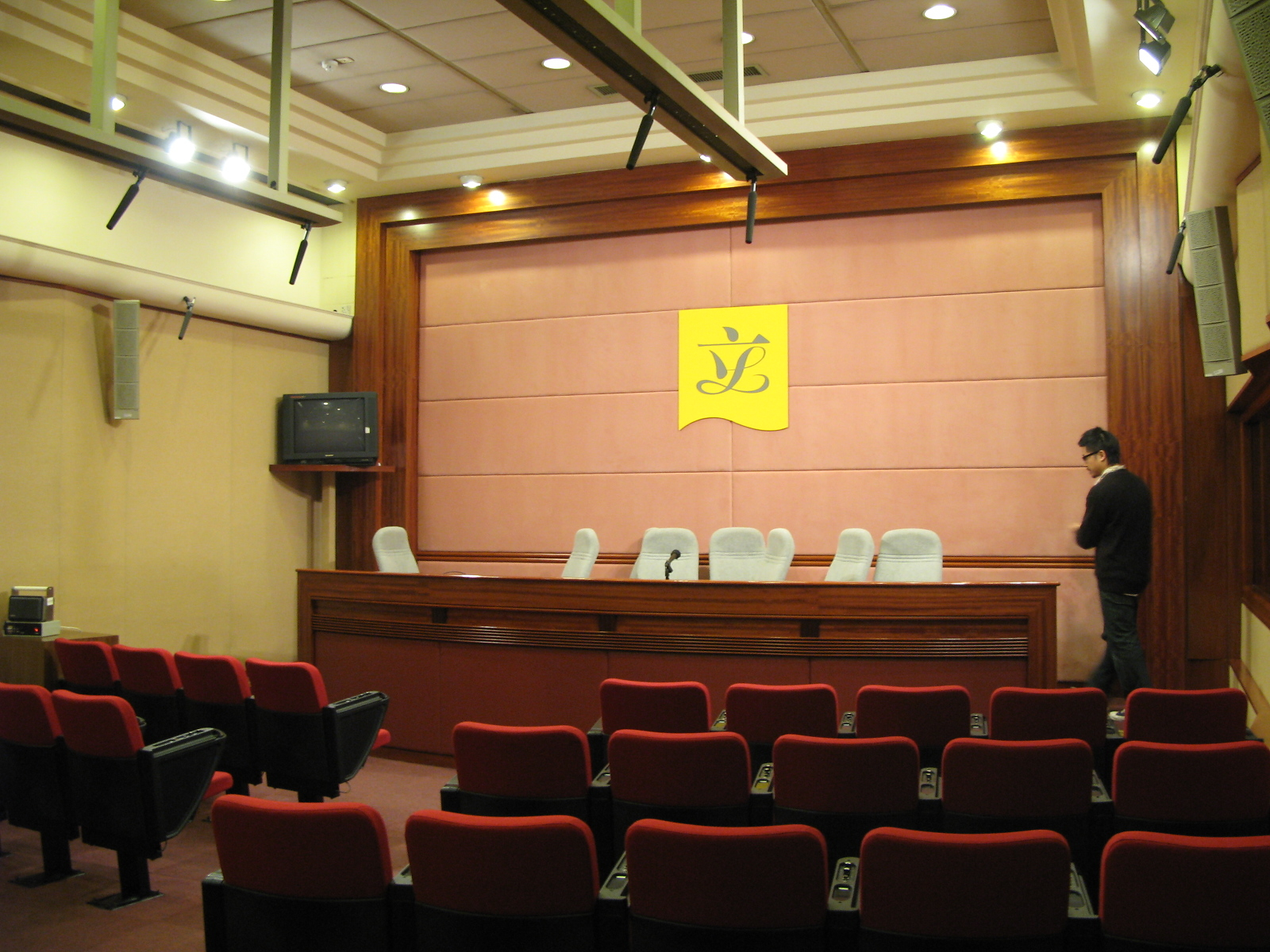
프레스룸
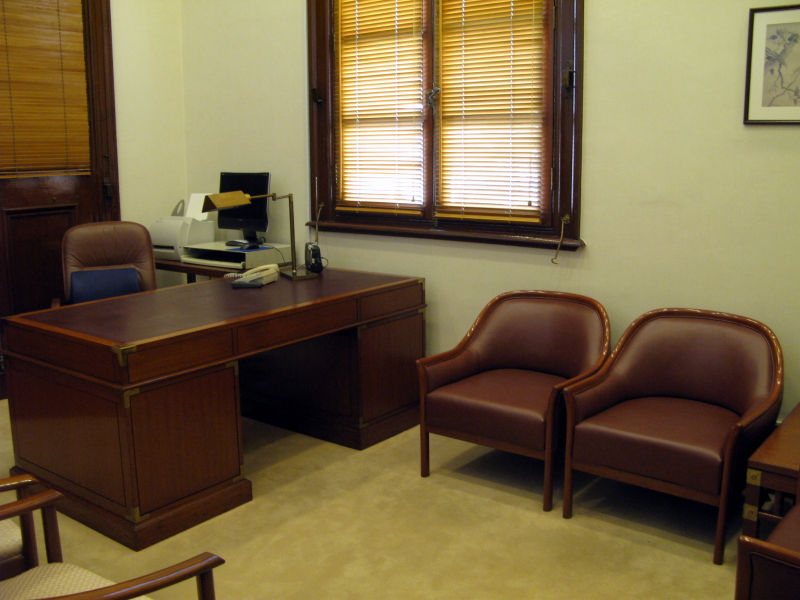
입법회 의원실
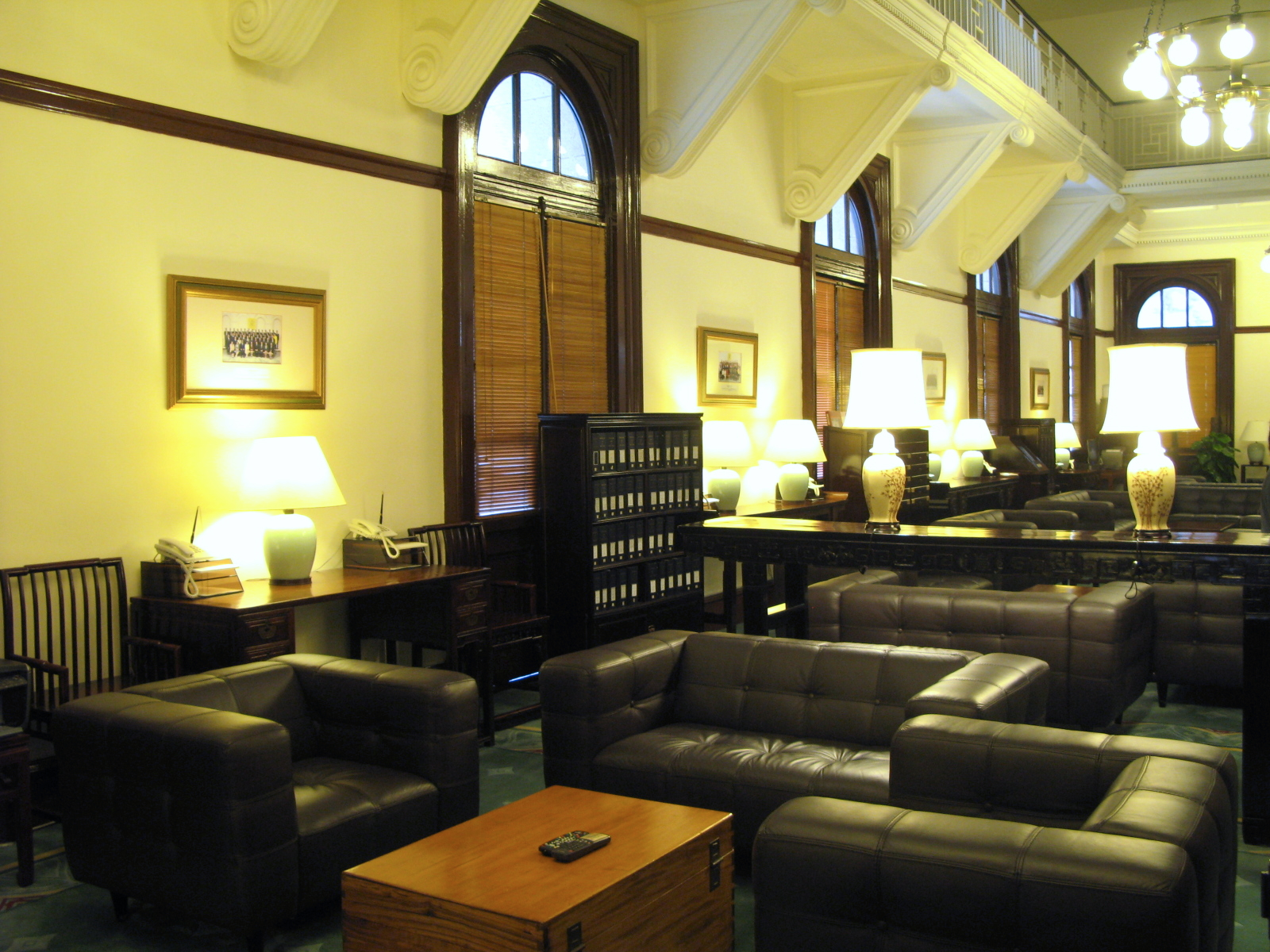
대기실
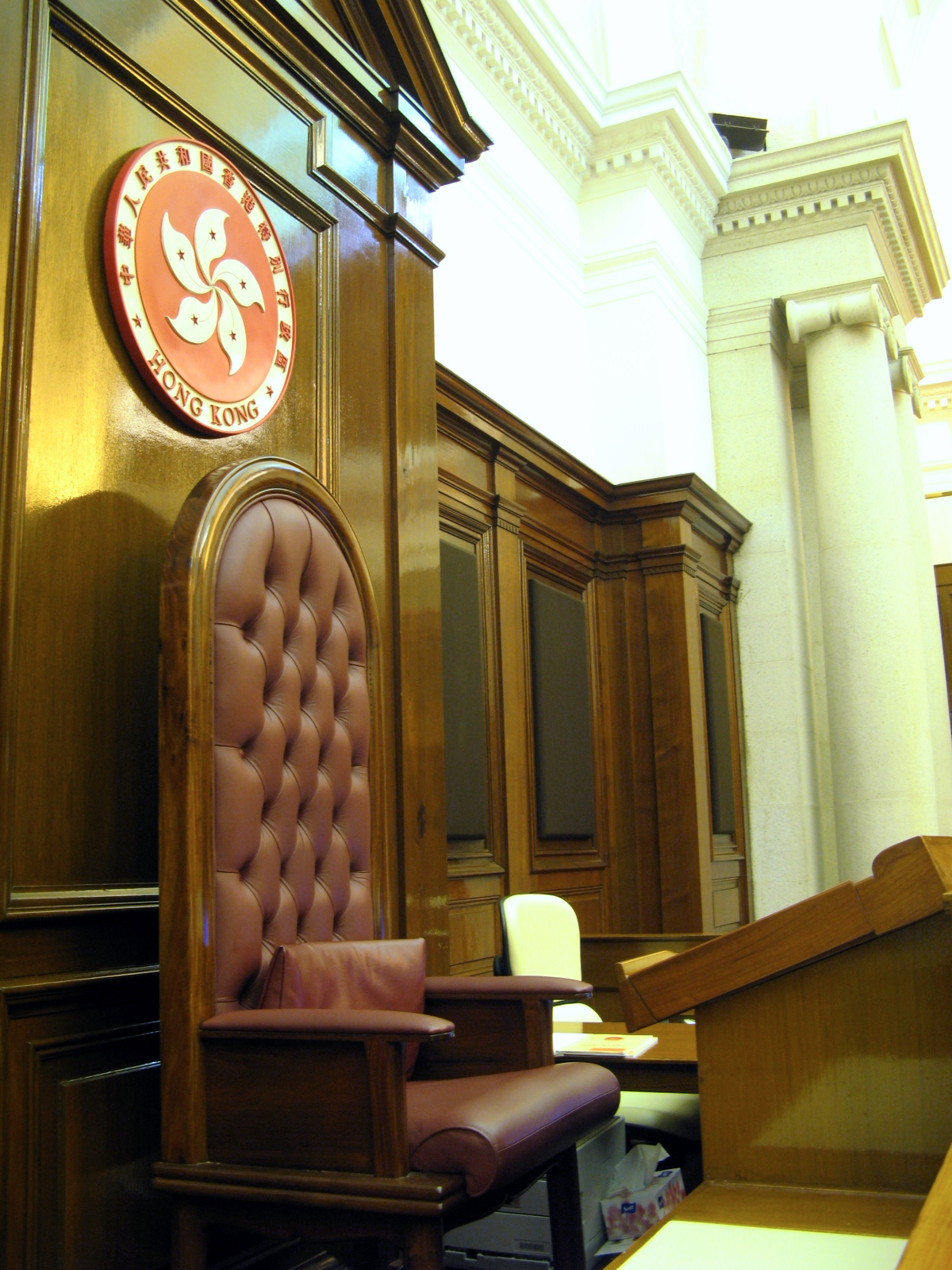
의장석
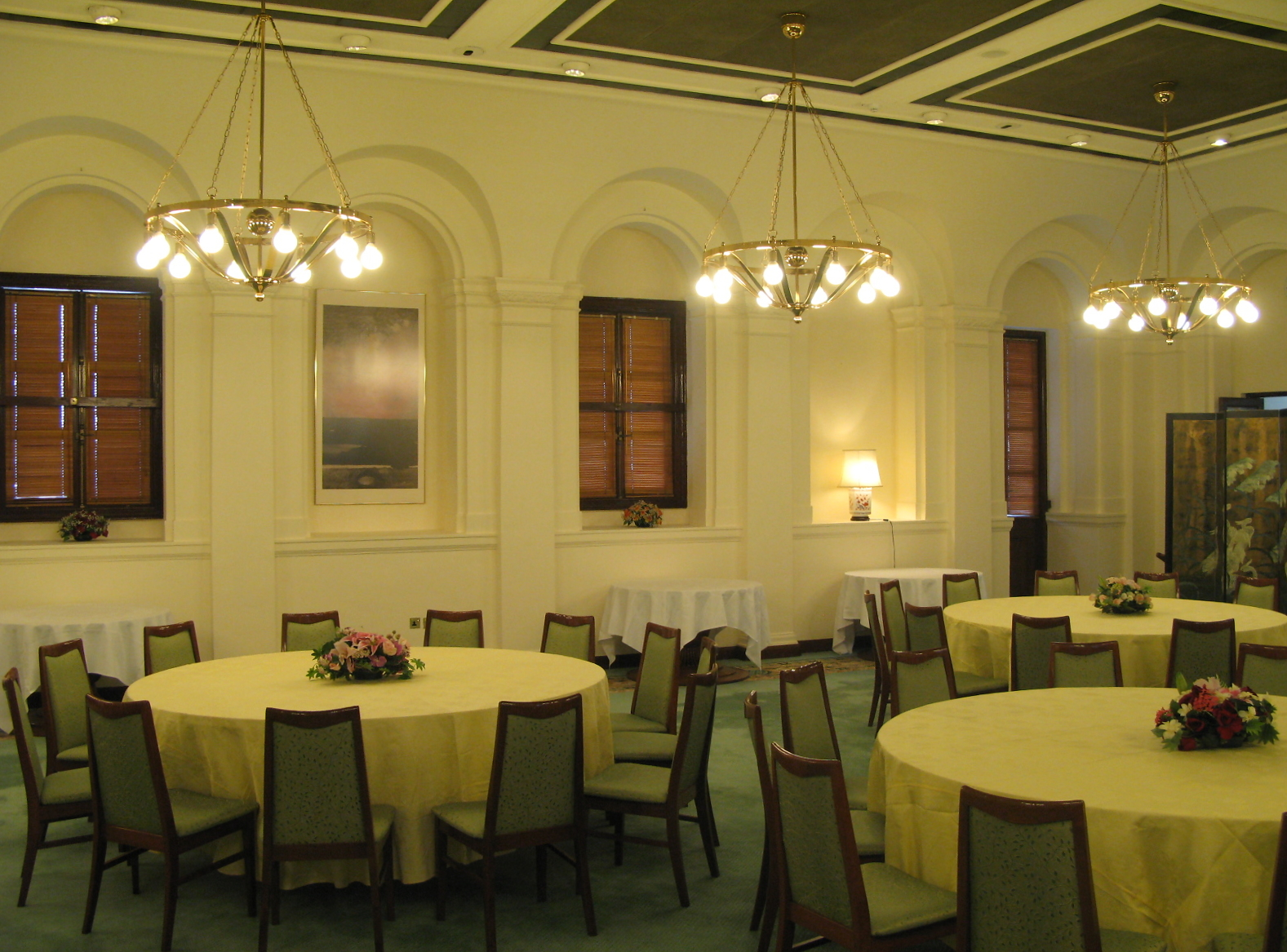
연회장
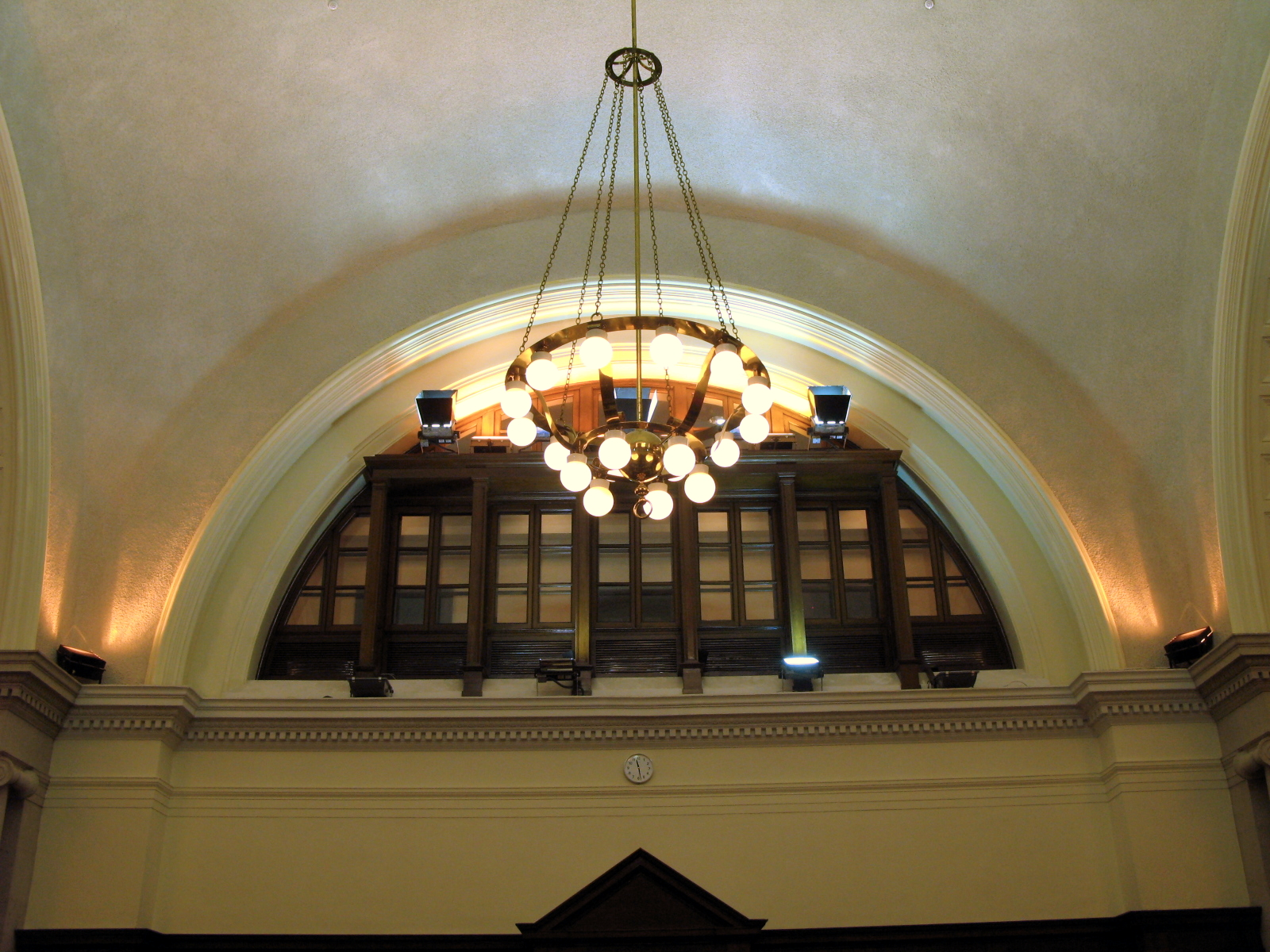
본회의장의 천장
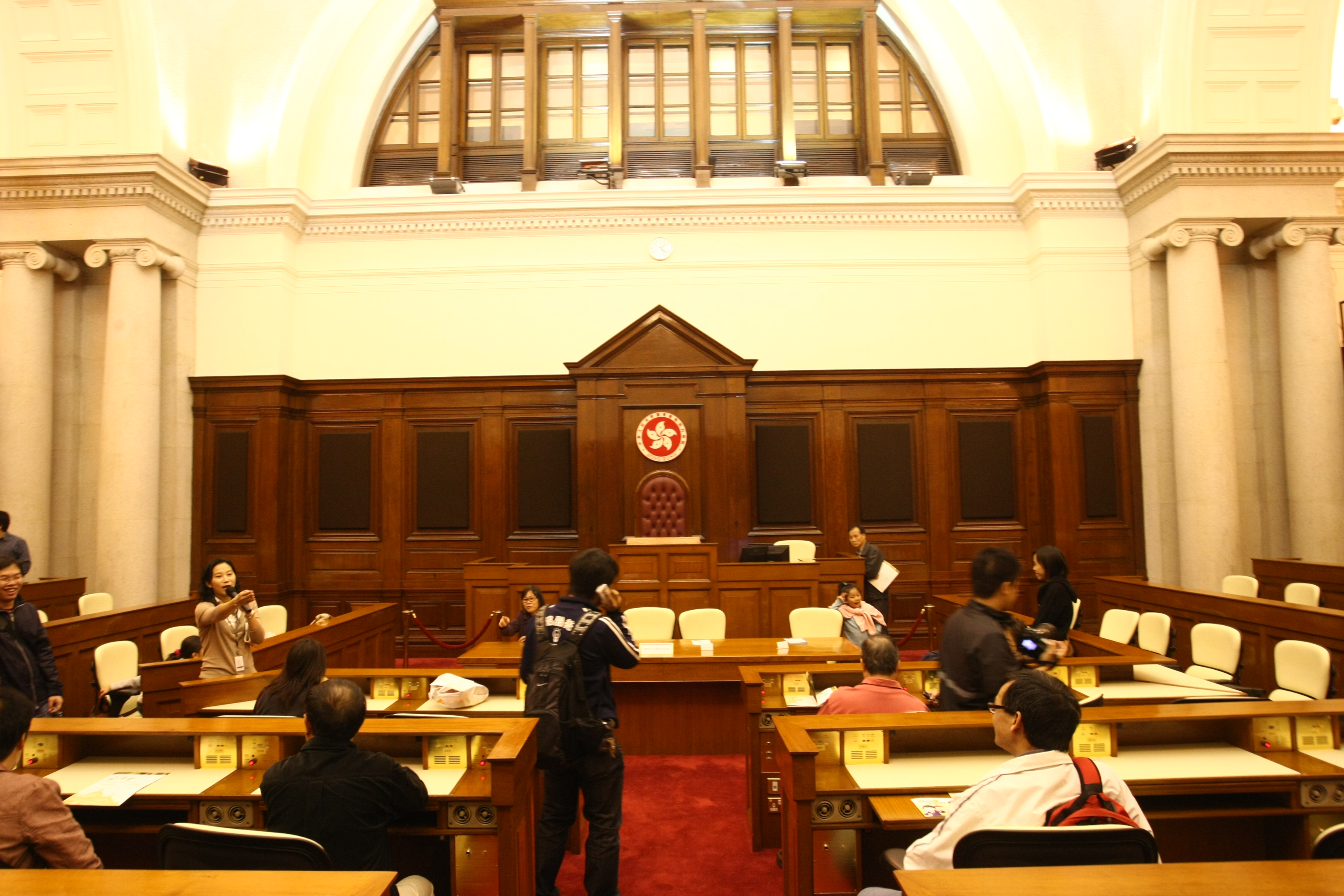
회의장 내부
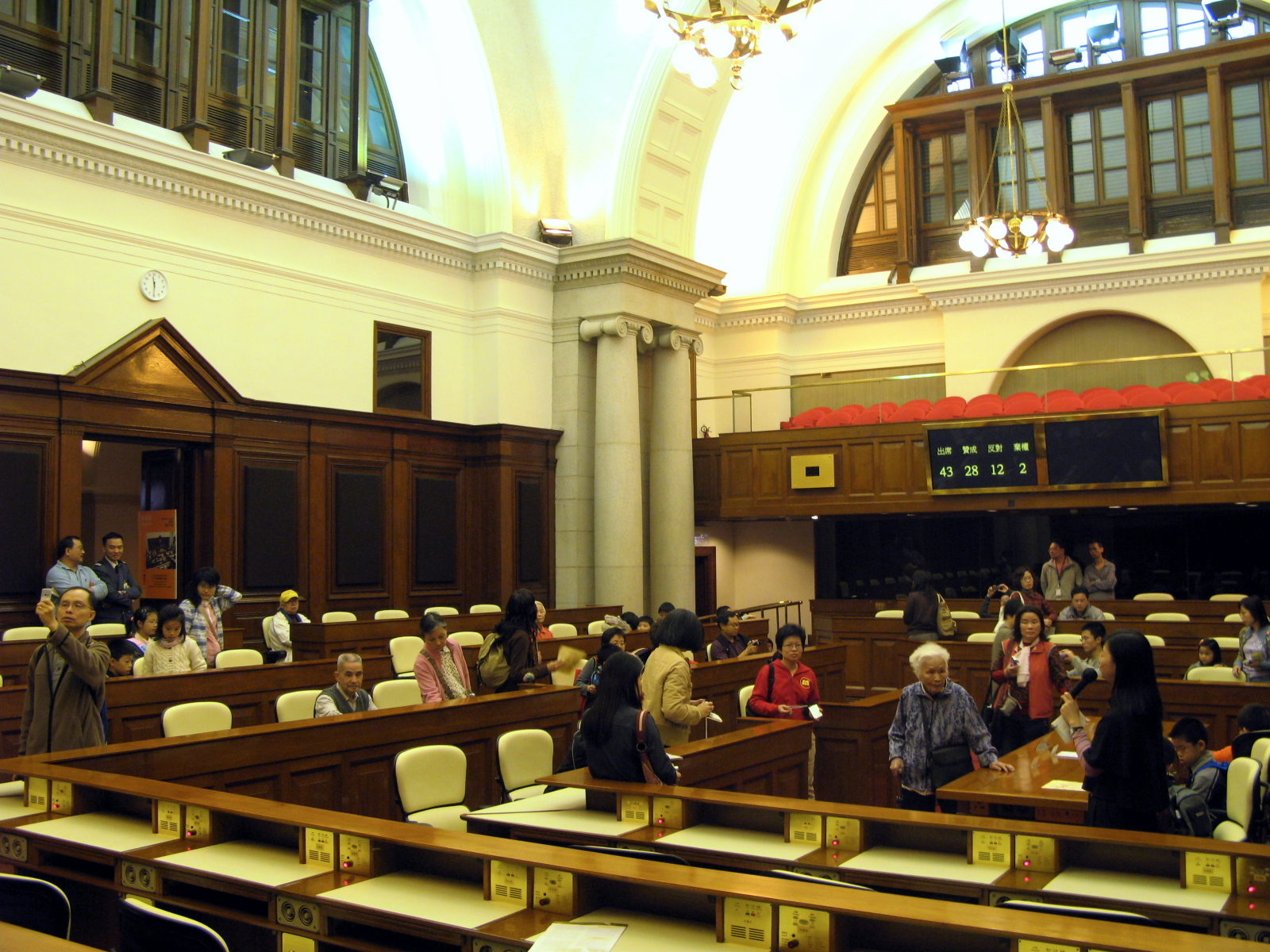
회의장 내부

## 같이 보기
- 홍콩종심법원
- 홍콩 최고법원
- 홍콩 대회당
- 홍콩의 건축물 목록